# Syčovka
Syčovka (rusky Сычёвка) je město ve Smolenské oblasti v Ruské federaci. Při sčítání lidu v roce 2010 mělo přes osm tisíc obyvatel.

## Poloha
Syčovka leží na řece Vazuze, pravém přítoku Volhy. Od Smolensku, správního střediska celé oblasti, je vzdálena zhruba 235 kilometrů na severovýchod.

### Doprava
Od roku 1881 přes Syčovku vede železniční trať Lichoslavl–Toržok–Ržev–Vjazma.

## Dějiny
Od roku 1776 je Syčovka městem.
Za druhé světové války byla Syčovka 10. října obsazena německou armádou a 8. března 1943 dobyta zpět jednotkami Západního frontu Rudé armády v rámci bitvy o Ržev.